# 2024年印度喀拉拉邦山体滑坡
2024年印度喀拉拉邦山体滑坡是指2024年7月30日凌晨，印度喀拉拉邦瓦亚纳德瓦亞納德縣的三個村莊发生的多起山体滑坡。當時大雨引发山坡坍塌，結果泥石流、水流和巨石倾泻而下。此起山体滑坡已造成至少359人死亡，200多人受伤，218人失踪，是喀拉拉邦历史上最致命的自然灾害之一。 

## 背景
瓦亞納德縣位於西高止山脉地区，而且當地丘陵地区的坡度超过20度。在季风季节，當地就容易发生山体滑坡。 
根據2022年《國際環境研究與公共健康期刊》发表的一项关于瓦亞納德縣森林砍伐情況的研究显示，1950年至2018 年间，该地区62%的被樹木覆蓋的地區消失，而茶园覆盖率却增加了约1800%，而被樹木覆蓋的地區可以維持山體的穩定。，这两个因素可能会增加暴雨期间发生山洪的风险。 

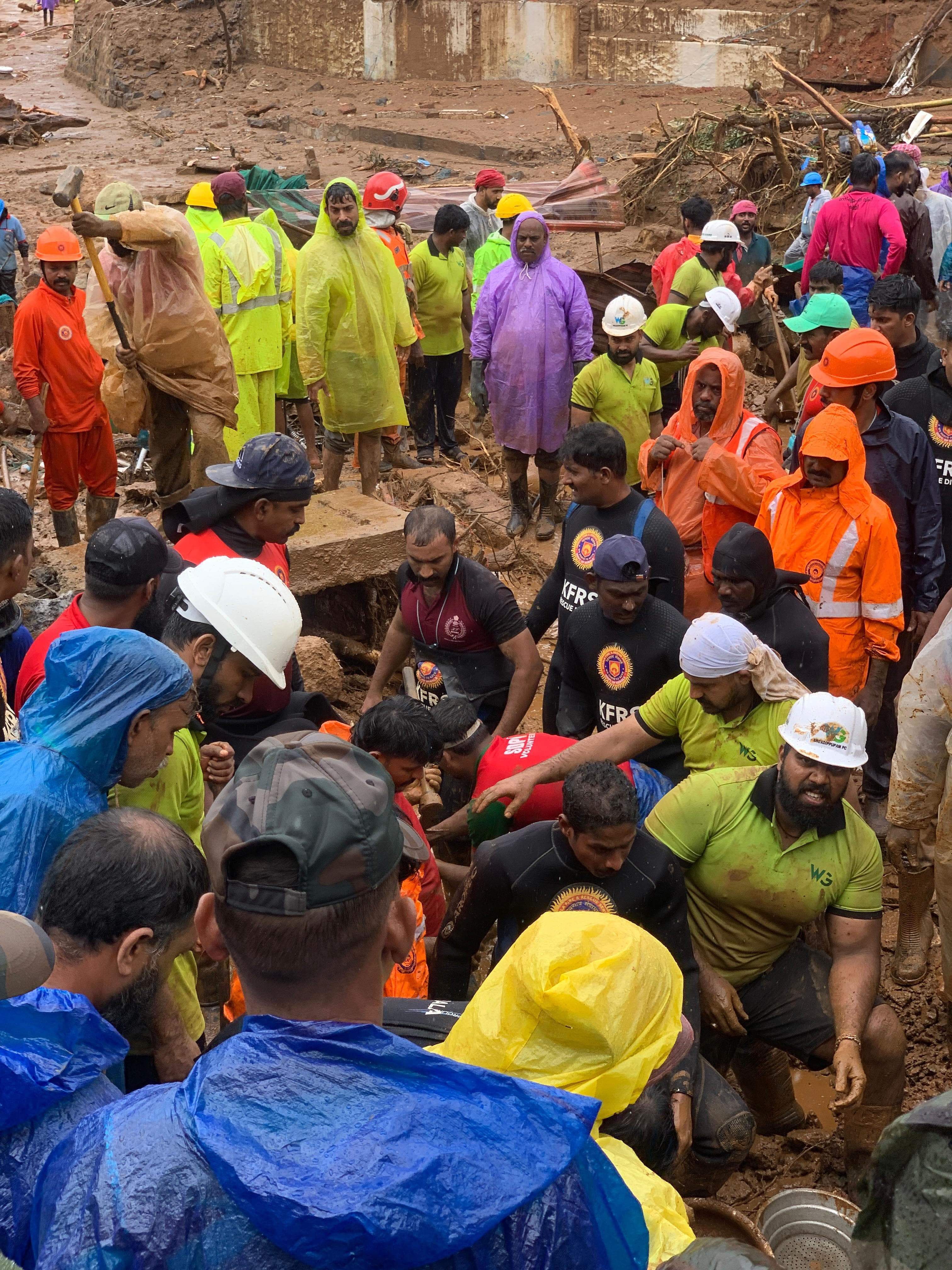
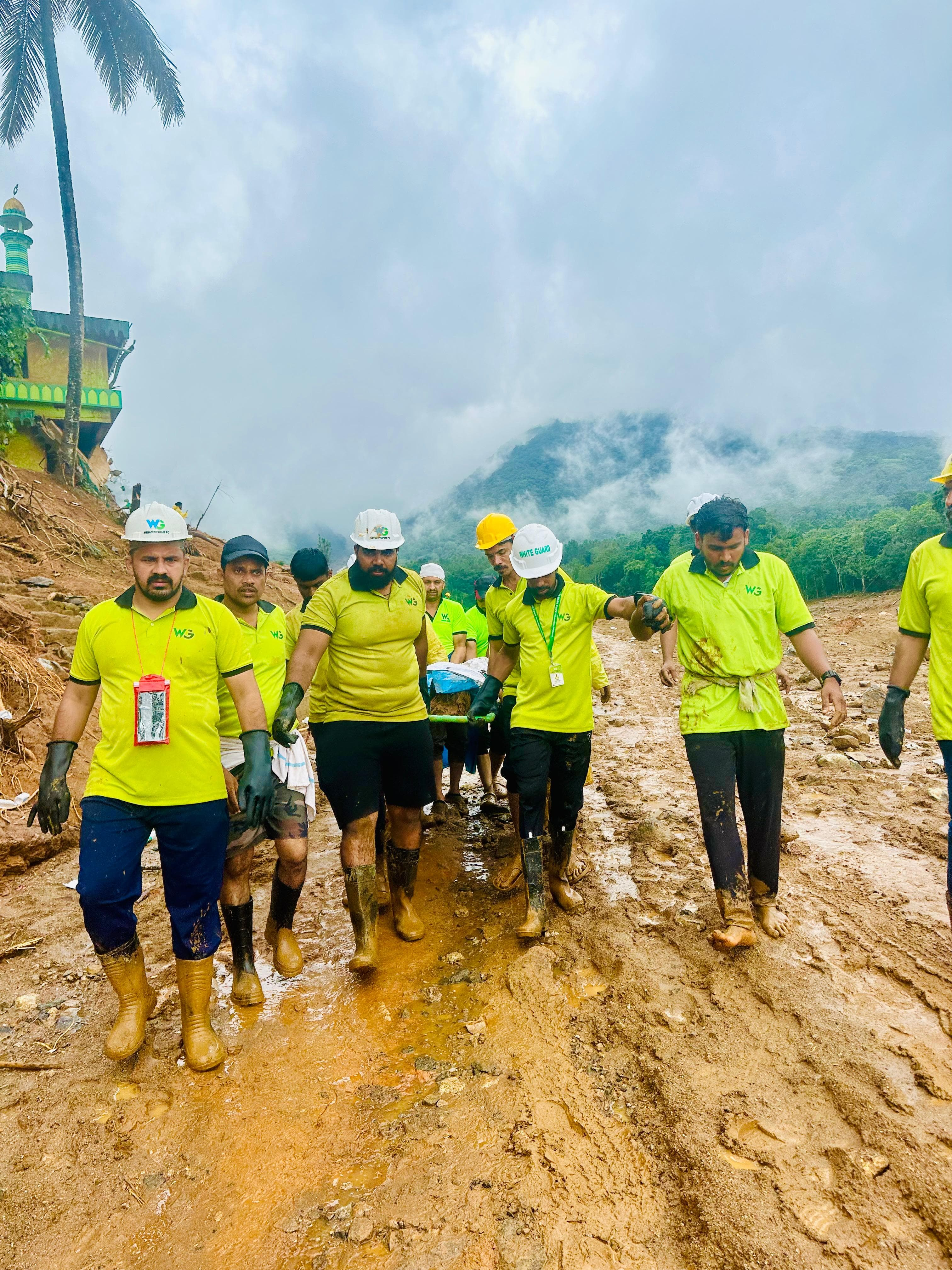
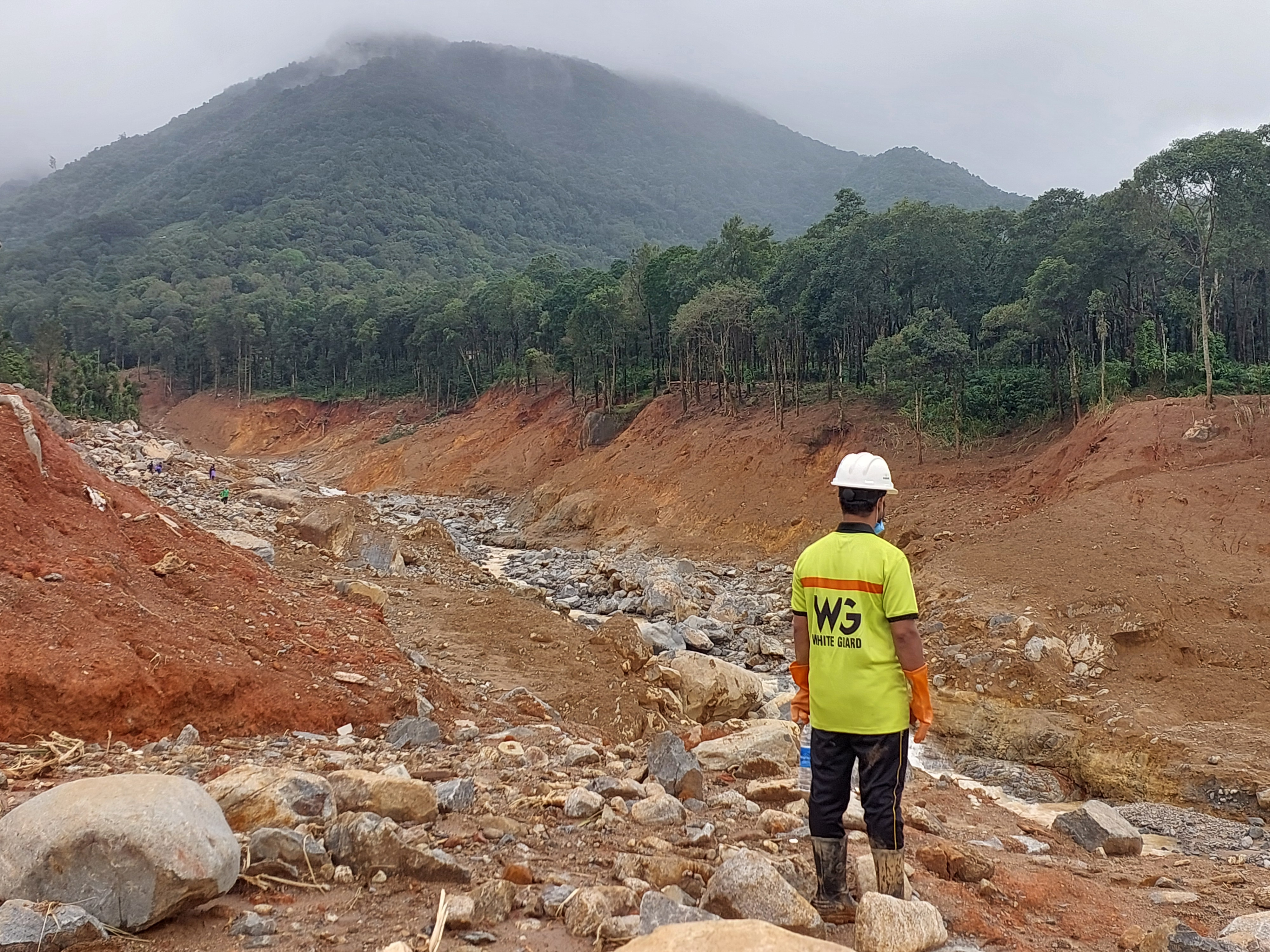
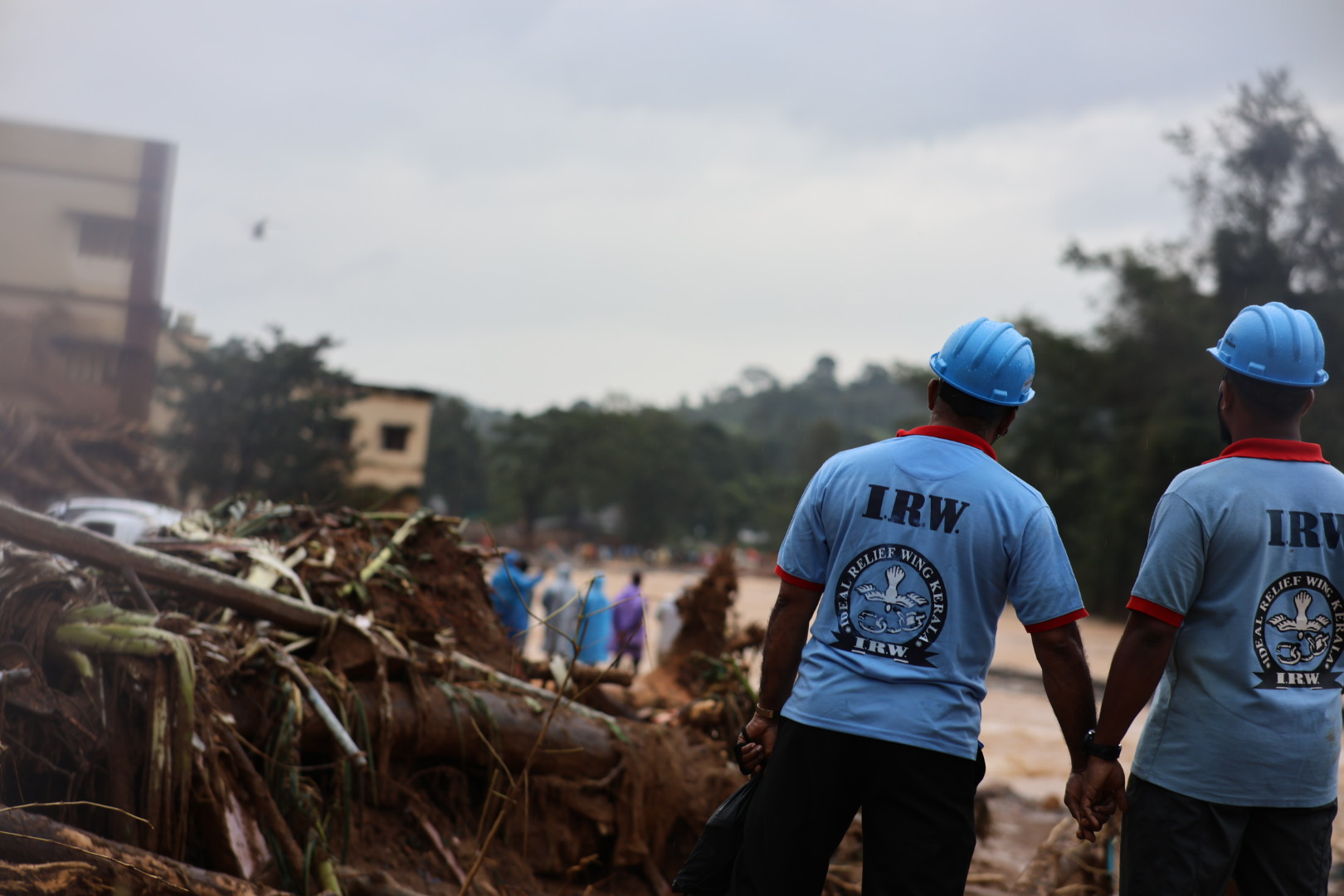
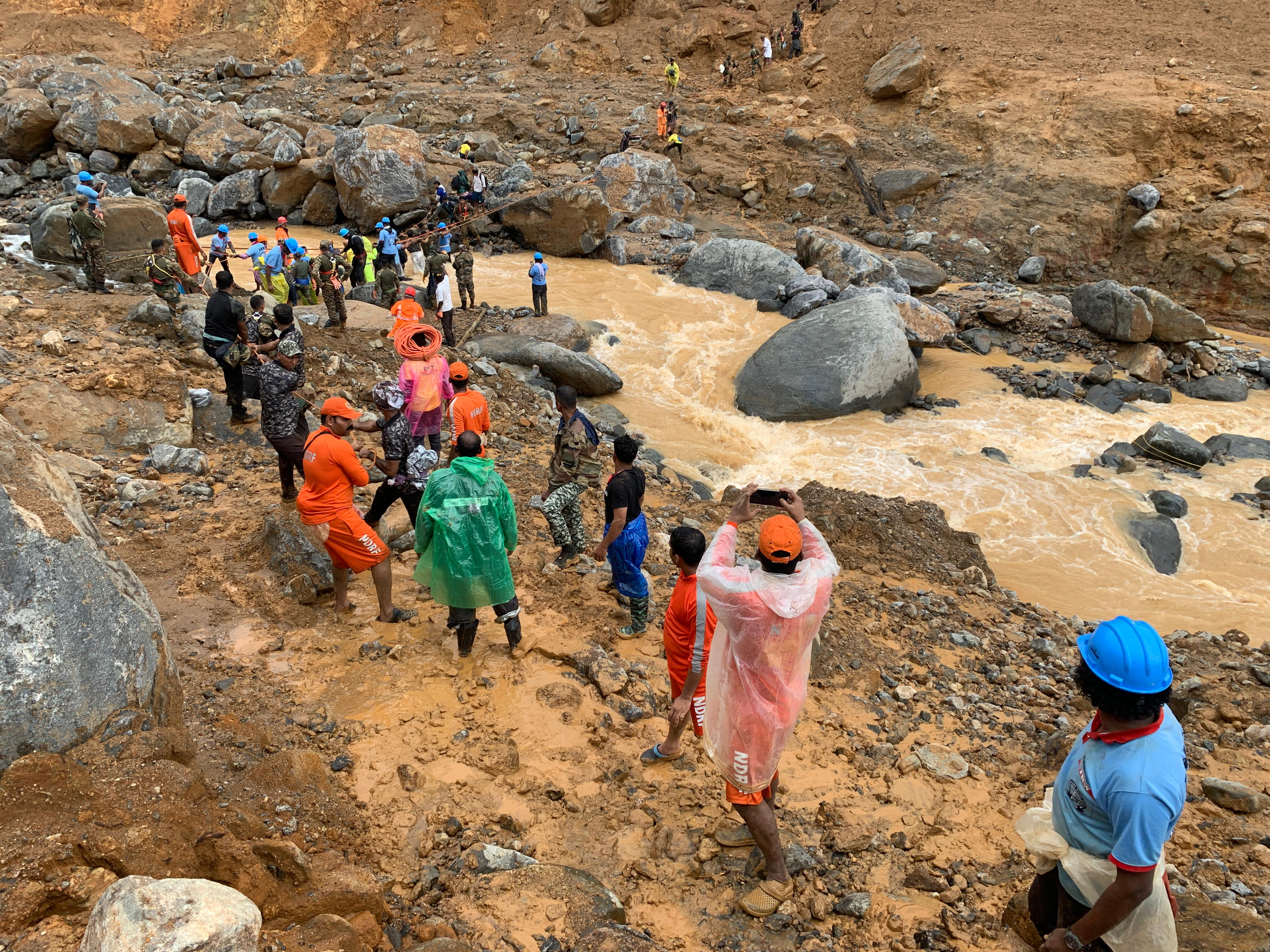
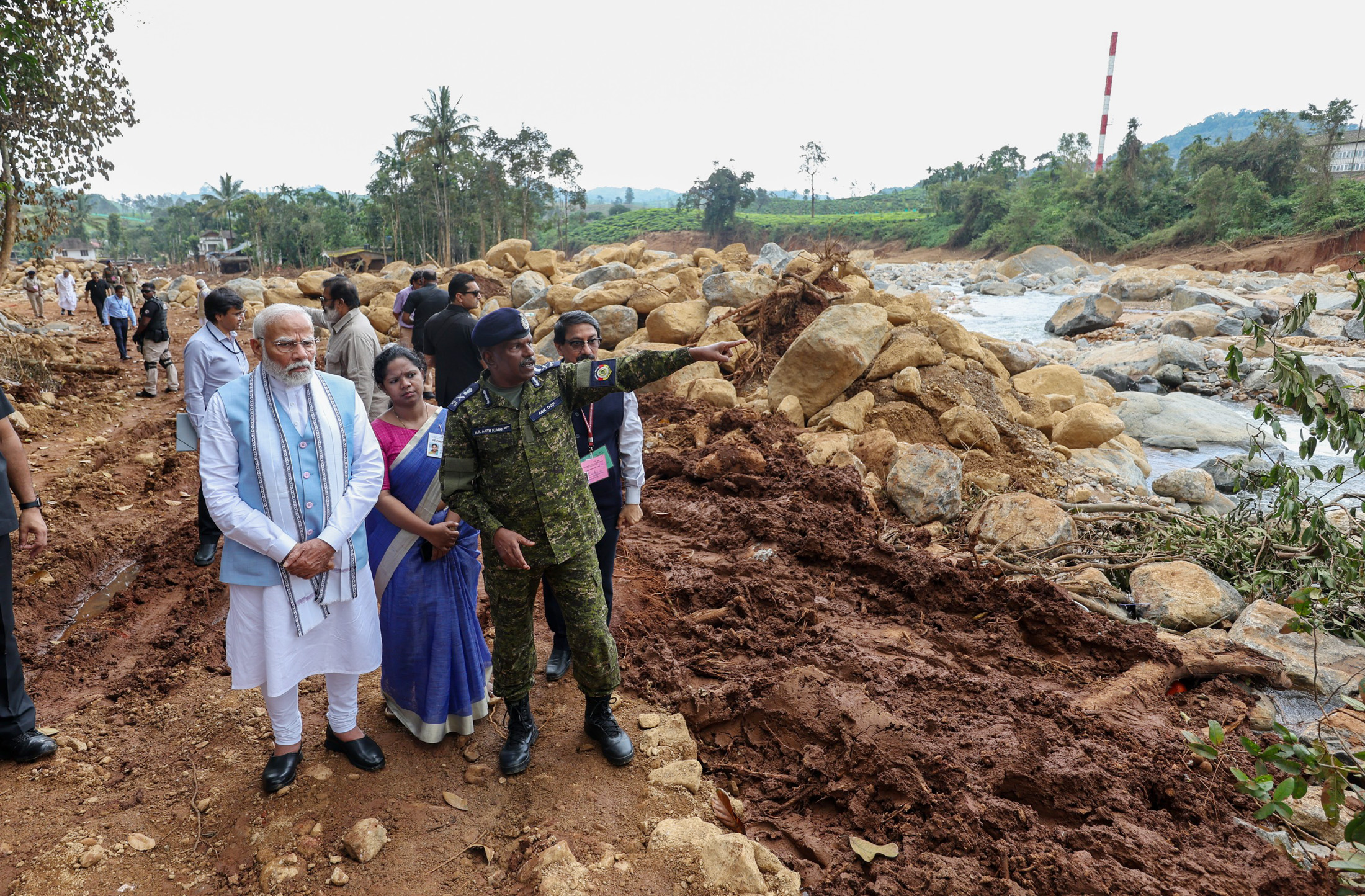